# Revanchisme
Revanchisme is een politiek sentiment om na een verloren oorlog het verloren gebied of de teloorgegane politieke invloed terug te willen winnen.
Het begrip is afgeleid van het Franse woord revanche, wat wraak, of in de sport de tweede kans voor de verliezende partij in een wedstrijd betekent.

## Frans revanchisme na de Frans-Duitse Oorlog van 1870/71

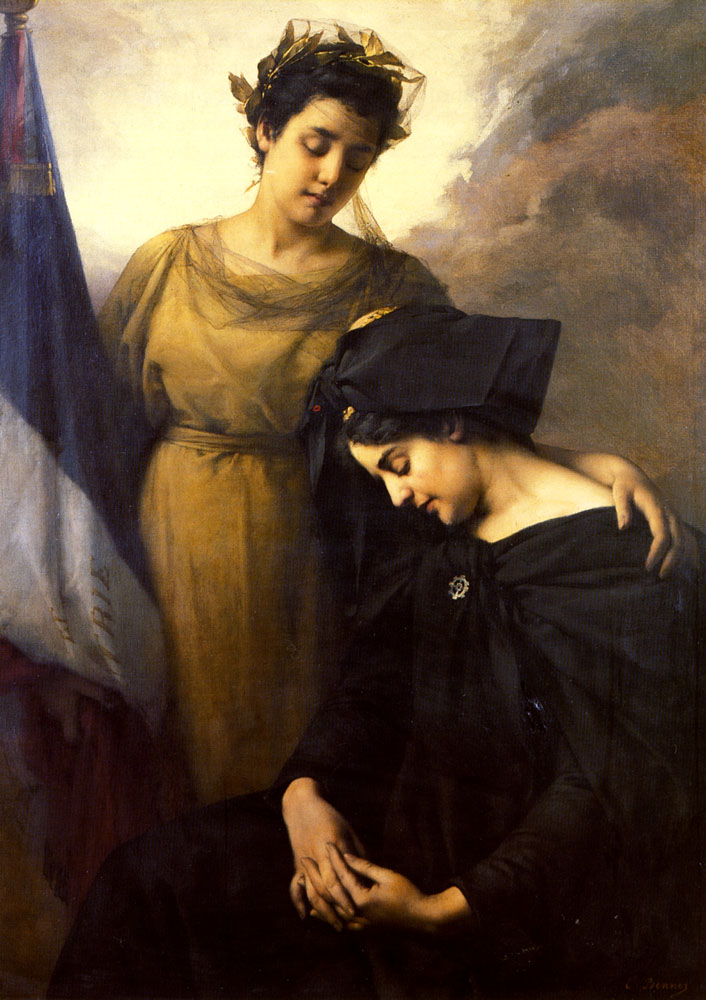
Het verlies van Elzas en Lotharingen; Frankrijk

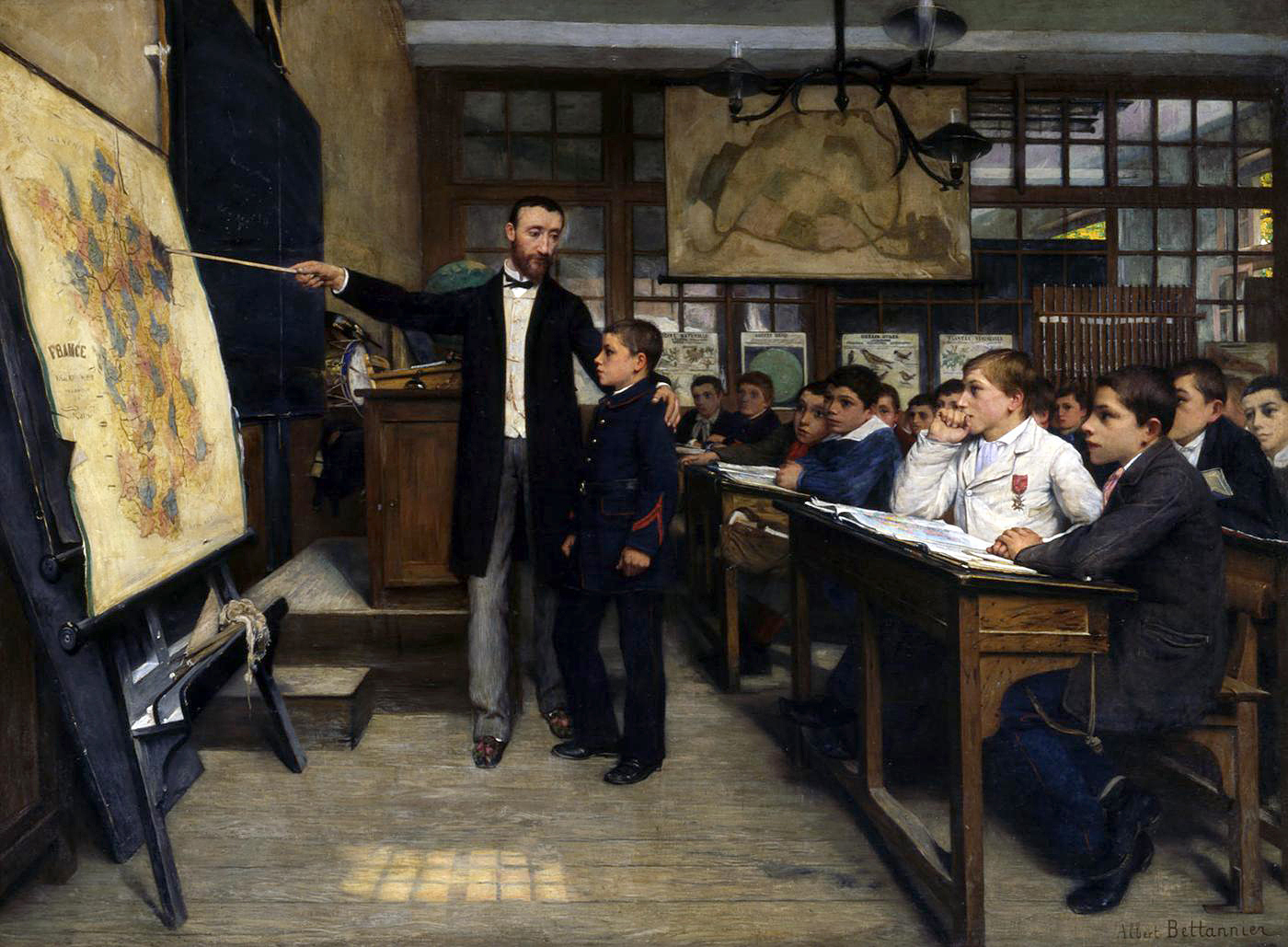
Revanchistisch schilderij La tache noire van Albert Bettanier met Elzas en Lotharingen als zwarte plek. In het lokaal staan een militaire trommel en een rek met wapens

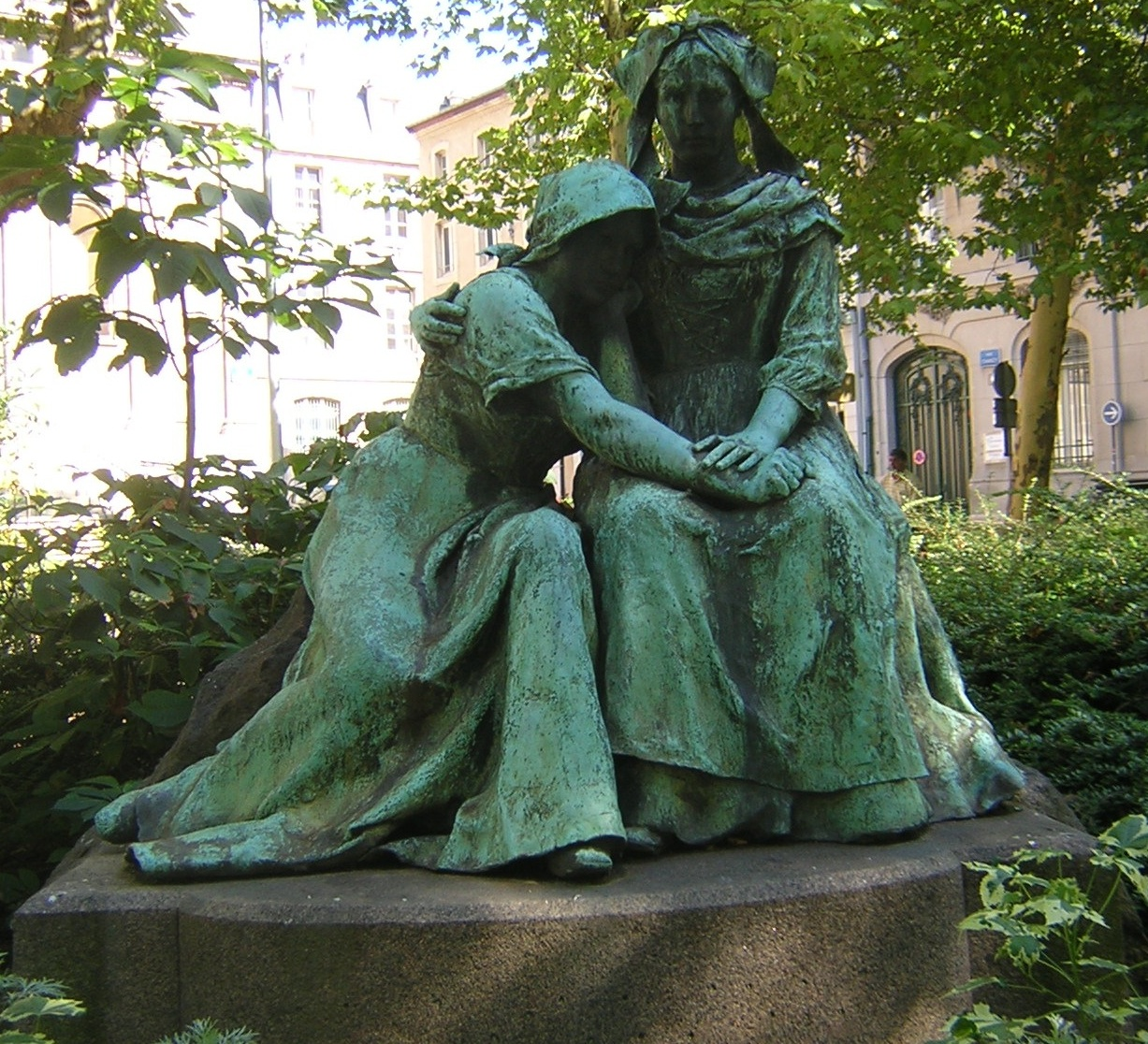
Ook met standbeelden van Frankrijks verloren dochters, waarmee Elzas en Lotharingen werden bedoeld, werd de herinnering aan 1871 levend gehouden

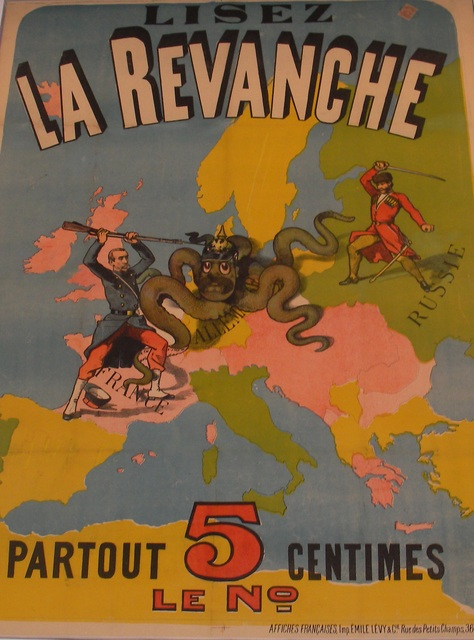
Franse briefkaart uit 1914 -1918 met anti-Duitse propaganda

Het Franse revanchisme was een sterke politieke stroming. De stroming dankte haar ontstaan aan de nederlaag in de Frans-Duitse Oorlog van 1870/71. In het voor Frankrijk vernederende Verdrag van Frankfurt werd de trotse Franse natie een reeks vernederende vredesvoorwaarden opgelegd. Frankrijk moest binnen drie jaar een schadevergoeding van drie miljard gouden francs betalen en Elzas-Lotharingen, van oorsprong overwegend Duitstalige gebieden, die tot het Duitse Keizerrijk hadden behoord maar onder Lodewijk XIV en Lodewijk XV aan Frankrijk waren gekomen, afstaan aan Duitsland. Totdat de schadevergoeding was betaald, bleven de Duitsers een deel van Frankrijk bezetten. 
De reactie in Frankrijk was bijzonder heftig: kinderen werd op school geleerd dat een volgende generatie de smaad van 1871 moest uitwissen. Frankrijk, zo heette het, rouwde om het verlies van haar dochters Alsace en Lorraine. In een aanhoudende stroom vlugschriften, in schoolboeken, op spotprenten en in Kamerdebatten werd de kwestie steeds maar weer onder de ogen van het Franse publiek gebracht. De Russische tsaar, die er voordeel bij had om de Franse haat tegen Duitsland op te stoken, besteedde een fortuin aan het omkopen van redacteuren van Franse kranten en tijdschriften. Hun opdracht was om het revanchisme en de herinnering aan 1871 levend te houden.
De annexatie van Elzas en Lotharingen vergiftigde de relatie tussen Duitsland en Frankrijk gedurende 48 jaar. In Duitsland werd Sedandag, de herdenkingsdag van de Franse nederlaag in 1870, ieder jaar uitgebreid gevierd. Dat werd door de Fransen als vernederend ervaren. De Duitsers benadrukten in het onderwijs en in de media dat Frankrijk de Erbfeind was. Vijandschap ging dus over van vader op zoon. Die vijandigheid was in de 18e eeuw tot uitdrukking gekomen door de vernietigende veldtochten van de Fransen die, onder Lodewijk XIV en Lodewijk XV, steeds weer Duitse steden en dorpen hadden verwoest en onder Napoleon het keizerrijk van de kaart hadden geveegd en Duitsland hadden onderworpen aan de Franse macht. 
De in de late 19e eeuw ontwikkelde mythe van een verenigd en Frans Lotharingen was niet los te zien van wat in 1870/71 was gebeurd. De door staat en kerk steeds meer benadrukte popularisering en ook de verering van de uit Lotharingen afkomstige Jeanne d'Arc werd een instrument van het revanchisme. 
De taalstrijd in Lotharingen en de Elzas werd in de Franse pers breed uitgemeten; het Duitse bestuur zou hard optreden tegen de Fransgezinden en het Franse patriottisme onderdrukken.
Op scholen werd het revanchisme de scholieren al van jongs af aan ingeprent. 
De Franse minister van Onderwijs Paul Bert (1833-1886) verordonneerde in 1881 dat leerlingen op school moesten leren marcheren en met vuurwapens moesten leren omgaan. Dat resulteerde in Parijs tot de vorming van de eerste schoolbataljons. Deze vonden vooral na het Decreet van 6 juli 1882 in heel Frankrijk navolging. Volgens het decreet mocht iedere school of instituut met meer dan 200 leerlingen ouder dan twaalf jaar regimenten vormen en met hulp van het leger ook militaire oefeningen doen.
De Franse onderwijzers volgden de aanwijzingen van het rigide en centralistisch georganiseerde onderwijs, Zij prentten hun leerlingen het gevraagde patriottisme kritiekloos in. Dat moest, zo bepleitte het boek L’École maternelle uit 1882, al van kleins af beginnen.
Pour la Patrie un enfant doit s’instruire
Et dans l’École, apprendre à travailler.
L’heure a sonné, marchons au pas,
Jeunes enfants, soyons soldats.
Het Franse revanchisme wordt als een van de oorzaken van de Eerste Wereldoorlog gezien. Als tegenhanger van het Schlieffenplan werd door de Franse legerleiding het Plan XVII opgesteld.

## Duits revanchisme na de Eerste Wereldoorlog
Na de verloren Eerste Wereldoorlog werd van een Duits revanchisme gesproken, het wraakgevoel van het Duitse volk voor wat het was aangedaan na de Eerste Wereldoorlog, namelijk de omstreden Vrede van Versailles die de schuld van de hele oorlog eenduidig bij Duitsland en zijn bondgenoten legde. Deze in hun ogen onterechte straf werd nog eens erger vervloekt na het verspreiden van een populaire leugen, de Dolkstootlegende.
Adolf Hitler verwoordde het aldus in Mein Kampf:
Want wanneer wij Engeland niet als bondgenoot mogen aanvaarden, omdat het onze koloniën roofde, Italië niet, omdat het Zuid-Tirol bezit, en Polen en Tsjecho-Slowakije uit den aard der zaak al evenmin, dan blijft er, wanneer wij Frankrijk buiten beschouwing laten - dat ons, tussen haakjes, ook nog Elzas-Lotharingen ontstal -, geen enkel land in Europa over.

## Duits revanchisme na de Tweede Wereldoorlog
Na de verloren Tweede Wereldoorlog waren de revanchistische geluiden in Duitsland zwak al hield Duitsland lang vast aan een claim op de grenzen van januari 1933 en de verloren gebieden in het Oosten. Vooral in de CDU en CSU was de invloed van de belangenverenigingen van vluchtelingen en verdrevenen uit Silezië, Oost-Pruisen en Pommeren sterk aanwezig.
De vrees voor Duits revanchisme, steeds gekoppeld aan de Bondsrepubliek Duitsland en niet aan de DDR, was voor de communisten in Oost en West een gemakkelijk politiek middel, onder andere om Polen (dat grote Duitse gebieden had geannexeerd) tegen de Bondsrepubliek uit te spelen. Willy Brandts Ostpolitik, het verbinden van de Bondsrepubliek aan NAVO en Europese Gemeenschap en de Akkoorden van Helsinki waarin de naoorlogse grenzen in Europa werden vastgelegd, maakten aan de grootste angst voor Duits revanchisme een einde. Revanchistische geluiden, met pleidooien voor het herstel van de vooroorlogse grenzen, zijn in Duitsland in de politiek en op het internet een marginaal verschijnsel. 
In West-Europa was de vrees voor herhaling van de Duits-Franse conflicten een van de redenen om de Europese samenwerking te bevorderen.